# یواس‌سی‌جی‌سی گرشام (دبلیوای‌وی‌پی-۳۸۷)
یواس‌سی‌جی‌سی گرشام (دبلیوای‌وی‌پی-۳۸۷) (به انگلیسی: USCGC Gresham (WAVP-387)) یک کشتی بود. این کشتی در سال ۱۹۴۳ ساخته شد.